# Prêmio Lester R. Ford
O Prêmio Lester R. Ford (em inglês:  Lester R. Ford Award) é um prêmio de matemática concedido anualmente desde 1964 pela Mathematical Association of America. Homenageia Lester Randolph Ford. É destinado para contribuições significativas publicadas nos periódicos American Mathematical Monthly e Mathematics Magazine. É dotado com $500 e são concedidos anualmente diversos prêmios.

## Laureados
Dentre outros receberam o prêmio:
- Carl Barnett Allendoerfer 1966
- Mark Kac 1967 (pelo artigo recebeu também o Prêmio Chauvenet)
- Delbert Ray Fulkerson 1967
- Hans Julius Zassenhaus 1968
- Daniel Pedoe 1968
- Margaret Maxfield e Frederick Vail Waugh 1968
- Hassler Whitney 1969
- Pierre Samuel 1969
- Ivan Morton Niven 1970
- Norman Levinson 1970 (pelo artigo recebeu também o Prêmio Chauvenet)
- Olga Taussky-Todd 1971
- George Forsythe 1971, 1969
- Victor Klee 1972
- Leon Henkin 1972
- William John Ellison 1972
- Paul Cohn 1972
- Raymond Louis Wilder 1973
- Lynn Arthur Steen 1973
- Peter Lax 1973 (pelo artigo recebeu também o Prêmio Chauvenet), 1966
- Samuel Karlin 1973
- Jean Dieudonné 1973, 1971
- Robin James Wilson 1974
- Martin Davis, 1974
- Garrett Birkhoff 1974
- Patrick Billingsley 1974
- Johannes Nitsche 1975
- James Edward Humphreys 1976
- Branko Grünbaum 1976
- Paul Halmos 1977, 1971
- Joseph Keller 1977, 1976
- Shreeram Abhyankar 1977 (pelo artigo recebeu também o Prêmio Chauvenet)
- Neil Sloane 1978 (pelo artigo recebeu também o Prêmio Chauvenet)
- Louis Kauffman 1978
- Joseph Kruskal 1979
- Bradley Efron 1979
- Robert Osserman 1980
- Cathleen Synge Morawetz 1980
- Karel Hrbáček 1980
- David Gale 1980
- Lawrence Zalcman 1981, 1975 (pelo artigo recebeu também o Prêmio Chauvenet)
- Arthur Knoebel 1982 (pelo artigo recebeu também o Prêmio Chauvenet)
- Philip Davis 1982
- Tony Rothman 1983
- Robert Strichartz 1983
- Joel Spencer 1984
- Roger Howe 1984
- John Milnor 1984, 1970
- Donald Gene Saari 1985
- Michael Eugene Taylor 1986
- Jacob Korevaar 1987 (pelo artigo recebeu também o Prêmio Chauvenet)
- Peter Michael Neumann 1987
- Stuart Antman 1987
- Richard Kenneth Guy 1989
- Doron Zeilberger 1990
- Ronald Graham 1991
- Marcel Berger 1991
- Clement Wing Hong Lam 1992
- Donald Knuth 1993, 1975
- Carsten Thomassen 1993
- Joseph Hillel Silverman 1994
- Bruce Berndt 1994, 1989
- Israel Kleiner 1995
- Fernando Quadros Gouvêa 1995
- Sheldon Axler 1995
- Martin Aigner 1995
- Alan Beardon 1997
- Bernd Sturmfels 1999
- Peter Borwein 2002
- Eleanor Robson 2003
- Rüdiger Thiele 2004
- Noam Elkies 2004
- Judith Grabiner 2005, 1998, 1984
- Gilbert Strang 2005
- Harold P. Boas 2006 (seu artigo Reflections on the Arbelos recebeu também o Prêmio Chauvenet), 1978, 1970
- Jeffrey Lagarias 2007, 1986
- Thomas Hales 2008
- Andrew Granville 2009, 2007
- Richard Palais 2010
- Tom Mike Apostol com Mamikon Mnatsakanian 2010, 2008, 2005
- Ravi Vakil 2012
- Peter Sarnak 2012
- Graham Everest, Thomas Ward 2012
- David Archibald Cox 2012